# Magomied-Gasan Abuszew
Magomied-Gasan Mingażutdinowicz Abuszew (ros. Магомед-Гасан Мингажутдинович Абушев; ur. 10 listopada 1959 w Karabudachkiencie) – radziecki zapaśnik startujący w stylu wolnym. Złoty medalista olimpijski z Moskwy 1980 w kategorii 62 kg.
Mistrz Europy w 1980. Pierwszy w Pucharze Świata w 1981. Mistrz świata juniorów w 1977 i 1979 roku.
Mistrz ZSRR w 1984; drugi w 1980 i 1981; trzeci w 1978 i 1983 roku.
Odznaczony Orderem „Znak Honoru” o odznaką Zasłużony Mistrz Sportu ZSRR. 